# Belforte del Chienti
Belforte del Chienti é uma comuna italiana da região dos Marche, província de Macerata, com cerca de 1.634 habitantes. Estende-se por uma área de 15 km², tendo uma densidade populacional de 109 hab/km². Faz fronteira com Caldarola, Camporotondo di Fiastrone, Serrapetrona, Tolentino.

## Demografia
| Variação demográfica do município entre 1861 e 2011                               |
|                                                                                   |
| Fonte: Istituto Nazionale di Statistica (ISTAT) - Elaboração gráfica da Wikipedia |